# Entre ojos
Entre Ojos es un programa de televisión colombiano, realizado por Caracol Televisión. Es un espacio dedicado a descubrir a explorar hechos reales y hacerlos públicos, a través de documentales de las diversas agencias nacionales e internacionales.